# Xyphinus montanus
Xyphinus montanus là một loài nhện trong họ Oonopidae.
Loài này thuộc chi Xyphinus. Xyphinus montanus được Christa Deeleman-Reinhold miêu tả năm 1987.